# 宝珠山昇
宝珠山 昇（ほうしゅやま のぼる、1937年 - 2022年）は、日本の防衛官僚。

## 来歴
大分県生まれ。民間会社に勤務しながら夜間高校の商業課程を卒業。その後早稲田大学政治経済学部経済学科入学。1963年に同校を卒業後に新制防衛庁では私大出身者として初の入庁。経済企画庁、大蔵省等への出向、防衛庁防衛参事官、官房長等を経て、1994年、防衛施設庁長官に就任。1995年、同庁を退官。
社団法人日米平和・文化交流協会理事、防衛法学会顧問、社団法人中央政策研究所理事、財団法人平和･安全保障研究所常務理事、財団法人防衛調達基盤整備協会相談役、財団法人防衛装備協会理事長、社団法人郷友連盟副会長、財団法人国策研究会理事、財団法人アジア生命保険振興センター評議員等を歴任。

## 略歴
- 1963年3月：早稲田大学政治経済学部経済学科卒業
- 1963年4月：防衛庁入庁。長官官房総務課
- 1963年6月：防衛庁法制調査官付（兼）長官官房総務課
- 1964年5月：防衛庁人事局人事第1課
- 1965年4月：防衛庁人事局人事第1課（兼）人事局第2課
- 1965年9月：経済企画庁経済研究所国民所得部国民支出課
- 1967年11月　防衛庁防衛局計画官付（防衛庁事務官）
- 1968年4月　防衛庁部員
- 1968年6月　防衛庁防衛局防衛課部員
- 1970年4月　防衛庁人事教育局人事第1課部員
- 1972年7月　防衛庁装備局航空機課部員
- 1974年6月　防衛庁防衛局防衛課部員
- 1978年4月　防衛庁防衛局計画官付システム分析室長（兼）防衛局防衛課
- 1978年6月　防衛庁調達実施本部契約第4課長
- 1979年11月　防衛庁防衛局調査第2課長
- 1980年12月　兼内閣官房内閣審議官
- 1981年2月　防衛庁防衛局計画官
- 1983年7月　防衛庁人事教育局人事第三課長
- 1985年1月　防衛庁防衛局防衛課長
- 1985年1月　国防会議事務局参事官併任（～1986.6）
- 1986年6月　防衛研究所企画室長兼任
- 1986年7月　内閣審議官（内閣官房内閣安全保障室）併任（～1987.10）
- 1987年6月　防衛庁長官官房防衛審議官
- 1990年7月　防衛庁参事官
- 1991年10月　防衛庁経理局長
- 1993年5月　防衛庁長官官房長
- 1994年（平成6年）：防衛施設庁長官
- 1995年（平成7年）：退官

## エピソード
- 1994年9月、「沖縄はアジア戦略の要地であるから基地と共生、共存してほしい」といった主旨の発言が地元の猛反発を受けて撤回に追い込まれた〔江上能義「Ⅷ55年体制の崩壊と沖縄革新県政の行方－『68年体制』の形成と崩壊－」 - ウェイバックマシン（2007年12月5日アーカイブ分）『年報政治学1996・55年体制の崩壊』日本政治学会編・岩波書店1996.12〕。
- 沖縄米軍基地問題をめぐり、当時首相であった村山富市と対立したことが、防衛庁を更迭（退官）された原因だと言われる。
- 基盤的防衛力構想の産みの親である。